# Клеро (лунный кратер)
Кратер Клеро (лат. Clairaut) — большой древний ударный кратер в южной материковой части видимой стороны Луны. Название присвоено в честь французского математика, механика и астронома Алекси Клода Клеро (1713—1765); утверждено Международным астрономическим союзом в 1935 г. Образование кратера относится к донектарскому периоду.

## Описание кратера
Ближайшими соседями кратера Клеро являются кратер Лицет на западе; кратер Фарадей на северо-западе; кратер Мавролик на севере; кратер Бароцци на северо-востоке; кратер Брейслак на востоке; кратер Бэкон на юго-востоке и кратер Кювье на юго-западе. Селенографические координаты центра кратера 47°50′ ю. ш. 13°52′ в. д. / 47,84° ю. ш. 13,86° в. д., диаметр 76,9 км, глубина 2,16 км.
Кратер Клеро имеет полигональную форму и значительно разрушен за длительное время своего существования, особенно в южной части. Вал сглажен, южная часть вала перекрыта сателлитными кратерами Клеро A, Клеро B и Клеро C (см. ниже). Высота вала над окружающей местностью достигает 1320 м, объем кратера составляет приблизительно 5 100 км3. Дно чаши сравнительно ровное, испещрено множеством мелких кратеров, в центре чаши располагается двойной сателлитный кратер Клеро D.

## Сателлитные кратеры
| Клеро | Координаты                                            | Диаметр, км |
| ----- | ----------------------------------------------------- | ----------- |
| A     | 49°03′ ю. ш. 14°45′ в. д. / 49,05° ю. ш. 14,75° в. д. | 34,2        |
| B     | 48°22′ ю. ш. 12°38′ в. д. / 48,36° ю. ш. 12,64° в. д. | 41,5        |
| C     | 48°10′ ю. ш. 13°23′ в. д. / 48,17° ю. ш. 13,39° в. д. | 16,2        |
| D     | 47°26′ ю. ш. 14°11′ в. д. / 47,43° ю. ш. 14,19° в. д. | 12,7        |
| E     | 46°29′ ю. ш. 12°30′ в. д. / 46,48° ю. ш. 12,5° в. д.  | 29,1        |
| F     | 45°47′ ю. ш. 14°21′ в. д. / 45,78° ю. ш. 14,35° в. д. | 31,2        |
| G     | 47°16′ ю. ш. 11°38′ в. д. / 47,26° ю. ш. 11,64° в. д. | 6,2         |
| H     | 49°07′ ю. ш. 12°07′ в. д. / 49,12° ю. ш. 12,11° в. д. | 9,2         |
| J     | 45°49′ ю. ш. 12°46′ в. д. / 45,81° ю. ш. 12,76° в. д. | 13,0        |
| K     | 49°47′ ю. ш. 13°55′ в. д. / 49,78° ю. ш. 13,91° в. д. | 12,4        |
| M     | 46°16′ ю. ш. 13°46′ в. д. / 46,26° ю. ш. 13,76° в. д. | 5,8         |
| P     | 49°05′ ю. ш. 11°43′ в. д. / 49,09° ю. ш. 11,71° в. д. | 8,3         |
| R     | 47°59′ ю. ш. 15°50′ в. д. / 47,99° ю. ш. 15,84° в. д. | 13,6        |
| S     | 47°31′ ю. ш. 16°19′ в. д. / 47,51° ю. ш. 16,32° в. д. | 22,0        |

## См.также
- Список кратеров на Луне
- Лунный кратер
- Морфологический каталог кратеров Луны
- Планетная номенклатура
- Селенография
- Минералогия Луны
- Геология Луны
- Поздняя тяжёлая бомбардировка